# عین کرشه
عین کرشه (به عربی: عين كرشة) یک شهرداری در الجزایر است که در استان ام‌البواقی واقع شده‌است.
 عین کرشه  ۲٬۷۴۱ نفر جمعیت دارد.